# Великі Сіби
Великі Сі́би (рос. Большие Сибы) — присілок в Можгинському районі Удмуртії, Росія.
Стара назва — Ниші-Каксі.
Урбаноніми:
- вулиці — Верхня, Дорожня, Зарічна, Молодіжна, Нагірна, Південна, Польова, Садова, Шкільна
- площі — Центральний

## Населення
Населення — 593 особи (2010; 619 в 2002).
Національний склад станом на 2002 рік:
- удмурти — 95 %

## Відомі люди
В селі народився відомий удмуртський поет та письменник, драматург та перекладач, Гаврилов Гнат Гаврилович.